# حيدر بن أحمد الشهابي
حَيْدَر الشِّهابي (1174 - 1251 هـ = 1761 - 1835 م) مؤرخ، من الأمراء الشهابيين، بلبنان. كانت إقامته بقرية (شملان) ولا تزال فيها آثار داره، وقد يعرف بالشهابي الشملاني. باشر بعض الأعمال مع الأمير بشير الثاني الشهابي.

## والده
والده الأمير أحمد بن حيدر الشهابي، الذي حكم لبنان مدة مع أخيه الأمير منصور (1763:1754م).

## صاحب كتاب تاريخ الأمير حيدر
أولع بجمع خلاصات من التاريخ الإسلامي وتدوين أخبار الأزمنة المتأخرة، وساعده في ذلك بعض كتابه، وكان منهم أحمد فارس الشدياق وناصيف اليازجي، فاجتمع له ثلاثة كتب سمى أولها (الغرر الحسان في تواريخ حوادث الزمان) والثاني (نزهة الزمان في تاريخ جبل لبنان) والثالث (الروض النضير في ولاية الأمير بشير) وقد جمعت الكتب الثلاثة في كتاب واحد كبير سمي (تاريخ الأمير حيدر - ط) انتهى فيه إلى حوادث سنة 1237 هـ (1821 م) وزاد فيه ناشره حوادث عشرين سنة أخرى.

## وفاته
توفي حيدر في (دير القرقفة) ودفن في كفر شيما.